# Агаков, Леонид Яковлевич
Леони́д Я́ковлевич Ага́ков (1910—1977) — советский чувашский писатель, прозаик, драматург. Автор более 50 книг. Народный писатель Чувашской АССР (1974).

## Биография
Родился 5 (18 апреля) 1910 года в деревне Сеткасы (ныне: Ядринский район, Чувашия). По национальности — чуваш. Получил профессию педагога в педагогическом техникуме в Ядрине. Поступил в ГИТИС.
Трудился в редакции республиканских газет и журналов (Тӑван Атӑл) и Чувашском книжном издательстве.

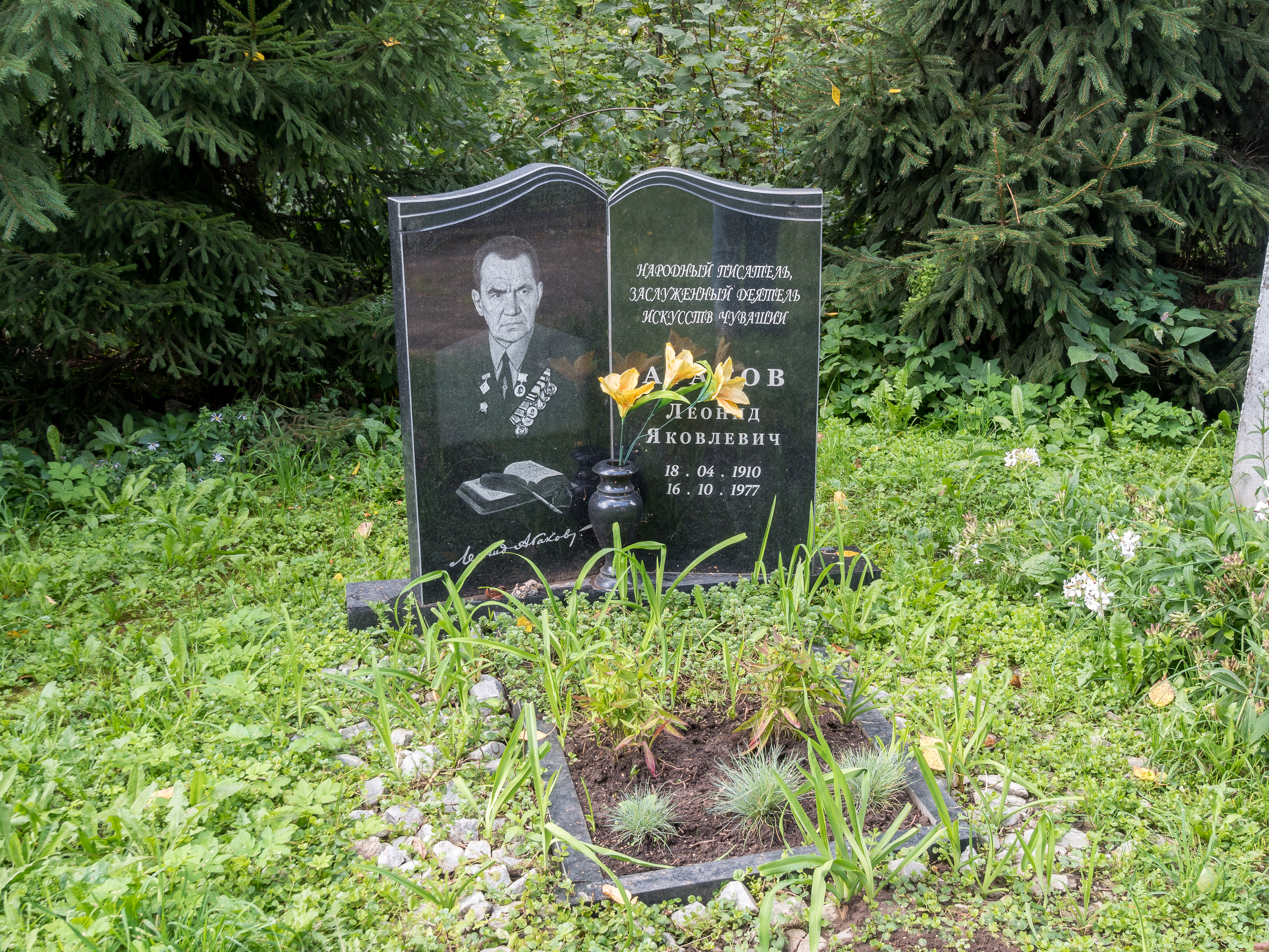
Могила Л. Я. Агакова в Чебоксарах

Участник советско-финской войны (1939—1940). Был ранен. В годы Великой Отечественной войны был ответственным секретарём дивизионной газеты «Советский патриот». Избирался депутатом Верховного Совета Чувашской АССР, работал председателем правления Союза писателей Чувашской АССР.
Умер 16 октября 1977 года в Чебоксарах. Похоронен на мемориальном кладбище города Чебоксары.

## Творчество
пьесы
- «Обман» (1931)
- «Могущество» (1932)

повести
- «Однажды весной» (1939) — о революционных преобразования чувашского села
- «Мальчик из Юманлы» (1964) — о воспитании молодого поколения

сборники сатирических рассказов
- «Козлы» (1959)
- «Дорогой зять» (1962)
- «Хорошие лекарства» (1967)
- роман «Надежда» (1971) — на военно-патриотическую тему.

## Избранные произведения
- «Вредная слава», одноактные пьесы.
- «Золотая цепочка», Чебоксары, 1977.
- «Солдатские дети», Москва, 1971.

## Награды и звания
- народный писатель Чувашской АССР
- орден Трудового Красного Знамени
- орден Красной Звезды (19.1.1944)
- медаль «За боевые заслуги» (25.5.1943)
- Премия Комсомола Чувашии имени М. Сеспеля